# Kungälv BGK
Kungälvs bangolfklubb bildades 1974 av bland andra Kjell Henriksson, Seth Lekenäs, Helge Norin, Torgny Dennheden och Ralf Wikensten.
Banorna som alltid legat vid kvarnen i Kungälv blev 1994 utökad med en europabana vid sidan av filtbanorna.
Klubben har haft framgångar genom åren både i lagspel samt individuellt och sedan något år tillbaka är klubbens kassör Kjell Henriksson ordförande för WMF, World Minigolf Sport Federation. Klubben har haft några spelare i både senior- samt juniorlandslaget. Klubbens bäste spelare genom tiderna har varit Hans Olofsson. Hans vann det första individuella inomhus-SM som hölls i Nordstan i Göteborg 1999. 2001 vann Hans EB-SM på hemmaplan i Kungälv och 2002 vann han filt-SM i Borås i förkrossande stil. Närmsta konkurrent var hela 21 slag efter, på 7 varv!
Klubbens bästa lagprestationer genom åren har varit en 6:e plats i 10-manna SM 1986. Kungälv har även kommit 3:a i Svenska Cupen sju gånger, var av den senaste 2009. Klubbens första lag har spelat i 1:a divisionen ett antal år men har under de senare åren huserat i Elitserien med en femte plats 2008 som bäst. I oldtimersklassen har klubben tagit hem flera guldmedaljer under 80-talet.